# La Montagne du Hollandais
Les Olden
La Montagne du Hollandais est une série télévisée québécoise en trente épisodes de 50 minutes scénarisée par Yves É. Arnau et diffusée entre le 7 septembre 1992 et le 27 mai 1993 sur le réseau TVA.

## Synopsis
« La Montagne du Hollandais » raconte la vie des habitants d'un petit village de bûcherons en 1954.

## Fiche technique
- Scénariste : Yves É. Arnau
- Réalisation : Ninon Choquette et Claude Colbert
- Société de production : Télé-Métropole

## Distribution
- Paul Hébert : Lothar Olden
- Michel Mondy : Jérémie Olden
- Yvan Benoît : David Olden
- Marie Bégin : Manda Milo
- Wildemir Normil : Virgile Kibongo
- Christine Anthony : Makoué Kibongo
- Marie-Michelle Matteau puis Louise Matteau : Emma Beauchamp
- Yves Massicotte : Robert Sorel
- Fernand Gignac : Nazaire Chicoine
- Lionel Villeneuve : Elliot Grandmont
- Rita Lafontaine : Léonie Grandmont
- Gary Boudreault : Mickey Grandmont
- Louise Choinière : Violette Grandmont
- Luc Morissette : Shawnee Victoire
- Marc Legault : Père Honoré Binette
- André-Jean Grenier : Baptiste Lafleur
- Claude Blanchard : Slim Conway
- Mathieu Ayotte : Simon Beauchamp
- Jean-Luc Montminy : François Chamberland
- André Matteau : Jacques
- Geneviève Lallier-Matteau : Sophie Ouellet
- Sylvia Gariépy : Judith Olden